# Starke
Starke település az Amerikai Egyesült Államok Florida államában, Bradford megyében, melynek megyeszékhelye is. Lakosainak száma 5796 fő (2020. április 1.).

## Népesség
A település népességének változása:

| 2010 | 5 449 |
| 2020 | 5 796 |